# 杜忠誥
杜忠誥（1948年11月6日—），號研農、玄泉老人、算沙老人、澗松老人等，出生於臺灣彰化縣埤頭鄉，為臺灣書法藝術家，兼擅行、草、隸、篆、楷等各體，並從事儒、釋、道思想及漢字形體之研究。杜忠誥畢業於臺灣省立臺中師範專科學校（語文組）、國立臺灣師範大學國文學系。受書畫家呂佛庭啟蒙學習國畫，後轉而專攻書法。中年留學日本，獲筑波大學藝術學研究所碩士，返台後獲國立臺灣師範大學文學博士。書法作品曾於臺灣、日本、澳洲、美國、韓國、中國大陆等地展出，主要著作有《書道技法123》、《說文篆文訛形釋例》、《漢字沿革與文化重建─從情、法、理的角度看兩岸簡、繁體字》、《池邊影事》、《研農聞思錄》、《漢字美學─杜忠誥文字書法論文集》，以及作品專輯十餘冊。

## 經歷
1948年，出生於彰化縣埤頭鄉。1964年，入學臺灣省立臺中師範專科學校，得呂佛庭啟蒙，始學國畫、書法。1968年，書法及國畫作品，入選第23屆台灣省全省美術展覽會。1969年，於臺灣省立臺中師範專科學校圖書館舉行「杜忠誥書畫習作展」。1976年，獲第31屆臺灣省全省美術展覽會書法部第一名。入學國立臺灣師範大學國文系。1979年，自臺灣師範大學國文系畢業。1981年，獲第36屆臺灣省全省美術展覽會書法部首獎，並得永久免審查資格。1982年，獲中山文藝獎（書法類）、吳三連文藝獎（書法類）。1984年，指導成立「日知書會」（後改名「日知書學會」）。1985年，在國立歷史博物館國家畫廊舉辦「杜忠誥書法展」，出版《杜忠誥書法選集》。1986年，出版《書道技法123》。
1987年，入學日本筑波大学藝術學研究所。1990年，以論文《睡虎地秦簡研究》獲筑波大學藝術學碩士學位。在東京銀座鳩居堂畫廊舉行留日紀念展，並出版展覽專輯《杜忠誥書法作品集》。1991年，於臺北市立美術館舉辦「杜忠誥書藝展」，並出版《杜忠誥書藝集》。1992年，考入臺灣師範大學國文研究所。1993年，獲第18屆國家文藝獎（美術類）。1994年，於臺灣省立美術館（今國立臺灣美術館）舉辦「杜忠誥書法展」（省展永久免審作家系列展），並出版同名展覽專輯。1995年，參加韓國全羅北道「世界書藝雙年展」。出版《杜忠誥書藝選集》。1997年，在臺北何創時書藝館舉辦「筆情墨韻‧關懷弱勢─杜忠誥書法義賣展」，並出版《杜忠誥書法義賣展專輯》，協助中華民國唐氏症基金會成立。1998年，出版《杜忠誥楷書千字文》。1999年，參加「傳統與實驗書藝雙年展」。
2001年，以論文《說文篆文訛形研究》獲臺灣師範大學文學博士學位。2002年，於澳洲雪梨華僑文教中心舉辦「筆歌墨舞」個展。於美國舊金山太平洋傳統博物館參加「汪中 ‧ 杜忠誥 ‧ 歐大衛書法聯展」，並出版同名展覽專輯。出版《說文篆文訛形釋例》。2003年，於臺北鴻展藝術中心舉行個展「黑與白的對話」，出版作品集《研農心象 ‧ 杜忠誥書藝選集》。2008年，於台灣創價學會安南藝文中心舉辦個展「符號 ‧ 氣韻 ‧ 游戲─杜忠誥六十書法展」，後巡迴展出於新竹、臺中、臺北三地，並出版展覽專輯《符號 ‧ 氣韻 ‧ 游戲─杜忠誥六十書法集》。2010年，《線條在說話》DVD、文集《池邊影事》出版。
2011年，於彰化藝術館舉行「淬煉與超越─杜忠誥回鄉書法展」，並出版同名展覽專輯。出版《漢字沿革之研究》。籌編之《大時代的豐碑─呂佛庭教授百歲冥誕紀念展書畫集》出版。2013年，於韓國首爾參加韓國文化部主辦之「協風墨雨 ‧ 東亞細亞書藝家四人展」（日本：高木聖雨、臺灣：杜忠誥、中國：蘇士澍、韓國：朴元圭），並出版展覽專輯《協風墨雨 ‧ 東亞細亞書藝家四人展》。2015年，擔任中華文化總會「跌宕文史‧筆鐵交輝─王壯為書篆展及其傳承」策展人。2016年，獲中華民國總統府頒授二等景星勳章。《漢字沿革與文化重建─從情、法、理的角度看兩岸簡、繁體字》簡體字版於中國北京出版。
2017年，於國立國父紀念館中山國家畫廊舉行個展「凝煉與幻變─杜忠誥七十書藝展」，並出版同名展覽專輯。出版《漢字美學：杜忠誥文字書法論文集》、詩文集《研農聞思錄》、《杜忠誥行草書三冊頁》。2020年，於臺南市美術館參加「盛放南國：台灣美術院十週年院士大展」。於西班牙布爾拉達舉行個展「從傳統到現代─來自台灣的杜忠誥書法展」。2021年，於新竹縣政府文化局美術館舉行個展「墨海掣鯨─杜忠誥竹塹‧磺溪巡迴展」，並出版展覽專輯《墨海掣鯨─杜忠誥竹塹 ‧ 磺溪巡迴展作品集》。2022年，於彰化縣立美術館舉行個展「墨海掣鯨─杜忠誥竹塹 ‧ 磺溪巡迴展」。

## 創作風格
杜忠誥時曾向眾渡臺名家學習。最初向王愷和學習北碑，後來入王壯為門下研習書藝及書學，成為「王門七子」之一。又跟隨傅狷夫習畫山水，但在臺灣師範大學美術系休學後便放棄畫畫，改向傅狷夫請教書法，更向王北嶽、謝宗安、姚夢谷等名家請益。透過王北嶽的引介，向當時肺癌末期、兼擅中醫與書法的奚南薰學習篆書。1977年拜見南懷瑾學習佛學。透過融會對人生的深刻體悟及南懷瑾所談論的佛學、禪學，逐漸形塑出他的自我生命哲學，進一步更應用於書法的創作與研究上，展現出富有深刻人文內涵的書藝之道。:41
東海大學美術系李思賢教授評論其創作風格：「(杜忠誥)早期勤訪名師，遍臨碑帖，以求深解書藝創作之本質，故其作品講究用筆縝密精微、線質有遒厚勁澀，氣脈連綿貫串、造形錯落均衡，謀篇變化和諧，以求達致傳統典範之高度。加以真草篆隸，各體兼擅，他運用個人在古文字及篆草書上之特長，漸次發展出別具一格之自家風貌。」:封底

## 主要著作
- 1983年，《杜忠誥管晏列傳贊篆書冊》
- 1985年，《杜忠誥書法選集》
- 1986年，《書道技法123》[22]
- 1990年，《杜忠誥書法作品集》
- 1991年，《杜忠誥書藝集》
- 1994年，《杜忠誥書法展》[23]
- 1995年，《杜忠誥書藝選集》[24]
- 1997年，《杜忠誥書法義賣展專輯》[25]
- 1998年，《杜忠誥楷書千字文》[26]
- 2002年，《說文篆文訛形釋例》[27]、《汪中 ‧ 杜忠誥 ‧ 歐大衛書法聯展》[28]
- 2003年，《研農心象 ‧ 杜忠誥書藝選集》[29]
- 2006年，《台灣藝術經典大系─書法藝術卷─渡海碩彥 ‧ 書海揚波》（與盧廷清合著）[30]
- 2008年，《符號 ‧ 氣韻 ‧ 游戲─杜忠誥六十書法展》[31]
- 2010年，《池邊影事》[32]
- 2011年，《大時代的豐碑─呂佛庭教授百歲冥誕紀念展書畫集》（主編）[33]、《淬煉與超越─杜忠誥回鄉書法展》[34]、《漢字沿革之研究》[35]
- 2013年，《協風墨雨 ‧ 東亞細亞書藝家四人展》[36]
- 2016年，《漢字沿革與文化重建─從情、法、理的角度看兩岸簡、繁體字》（簡體字版）[37]
- 2017年，《凝煉與幻變─杜忠誥七十書藝展》[3]、《漢字美學：杜忠誥文字書法論文集》[38]、《研農聞思錄》[39]、《杜忠誥行草書三冊頁》[40]
- 2021年，《墨海掣鯨─杜忠誥竹塹 ‧ 磺溪巡迴展作品集》[41]